# Crassicauda anthonyi
Crassicauda anthonyi is een rondwormensoort uit de familie van de Tetrameridae. De wetenschappelijke naam van de soort is voor het eerst geldig gepubliceerd in 1962 door Chabaud.